# Alfonso Espínola
Alfonso Espínola (Teguise, Lanzarote (Islas Canarias, España); 24 de diciembre de 1845 - San José; 20 de julio de 1905) fue un médico y profesor español de Uruguay.

## Primeros años
Alfonso Espínola nació el 24 de diciembre de 1845 en Teguise, en la Isla de Lanzarote, (Islas Canarias, España).
Se licenció en medicina en la Facultad de Medicina de la Universidad de Cádiz, donde su talento destacó entre sus compañeros. Tras esto, regresó a Teguise, donde se desempeñó como médico, logrando encontrar, en los casos graves, la solución del problema evitando que alguien muriera. Sin embargo, debido a sus ideales republicanos, rechazadas por la sociedad de la época, decidió emigrar.

## Carrera médica en Uruguay
El 3 de junio de 1878, se estableció en Montevideo, Uruguay. Sin embargo, pocos meses después de su arribo a la ciudad, tras darse cuenta de que ya había muchos médicos en la misma, decidió abandonar Montevideo y establecerse en San Isidro de Las Piedras, donde, en aquel momento, no había ningún médico. Durante cuatro años trabajó con gran dedicación en dicha ciudad. En 1881 despertó una gran epidemia de Viruela que afectó a todo el pueblo. Siendo el único médico de la ciudad curó a muchos enfermos con un tratamiento que no dejaba secuelas en los mismos. Residió durante 15 días y 15 noches cerca de la plaza, bajo unas higueras, con el fin de estar cerca de los enfermos para así no llegar tarde y poder curarlos. Tras conocer la noticia de que dos médicos jóvenes querían vivir en Las Piedras, pero tenían miedo de no tener enfermos a los que curar debido a la fama que había cosechado Espínola, este decidió irse a vivir con su familia a San José. En esa ciudad siguió desempeñando el oficio de médico llevando a veces enfermos a su propia casa, cuando ya no quedaban habitaciones en el Hospital. Creó el laboratorio microbiológico antirrábico «Dr. Ferrán» junto con el doctor Jaime Garán. Este laboratorio fue el primero de Sudamérica. El médico pasaba muchas horas junto al lecho de sus semejantes, no distinguiendo entre pobres y ricos. Además cobraba poco y, muchas veces, lo que cobraba lo daba a otras personas.

## Carrera de profesor
Espínola no sólo se ocupó de la medicina: también fue profesor, tanto en Las Piedras como en San José.
Fue profesor de instituto en Historia, Historia Natural, e idiomas. En la plaza de Las Piedras, además, explicaba también astronomía. Él también tocaba el violón, la guitarra, el piano y la flauta. Espínola fue considerado un gran orador y en sus clases lograba despertar el interés de sus alumnos.

## Últimos años
Murió el 20 de julio de 1905 en San José, acompañado de la gente de la ciudad.

## Influencias en Uruguay
- En el 2007, el Hospital de Las Piedras fue bautizado con el nombre de Dr. Alfonso Espínola.
- La calle en la que se encuentra el hospital se llama también Dr Alfonso Espínola y Wilson Ferreira Aldunate.[2]
- El liceo N° 1 de la ciudad de San José de Mayo lleva el nombre Liceo Dr. Alfonso Espínola.
- Una calle de la ciudad de San José de Mayo lleva el nombre de Alfonso Espínola.